# Bernhardinerkolleg
Das Bernhardinerkolleg (auch Bernhardskolleg) war eine Institution samt Gebäude an der mittelalterlichen Universität Leipzig.
1411 beschloss der Zisterzienserorden die Errichtung eines Kollegs an der Universität Leipzig. In den Folgejahren wurde auf der Nordseite am östlichen Ende des Brühls neben der Marienkapelle auf dem Grundstück einer ehemaligen Vogtei dafür ein Bau errichtet, der um 1420 vollendet war.
Das Bernhardinerkolleg war Wohn- und Arbeitsstätte ausschließlich für studierende Angehörige des Zisterzienserordens. Die Leitung des Kollegs oblag dem Abt des Klosters Altzelle, wodurch das Bernhardinerkolleg eine gewisse Sonderstellung unter den Leipziger Kollegien einnahm. Das Leben am Kolleg war klösterlich ausgerichtet. Das Bernhardinerkolleg besaß, zumindest gegen Ende des 15. Jahrhunderts, eine Kapelle, die dem heiligen Bernhard von Clairvaux geweiht war – daher wohl auch der Name des Kollegs – und die der Altzeller Abt Martin von Lochau 1494 der Öffentlichkeit zugänglich machen ließ.
1509 bis 1511 wurde ein steinerner Neubau errichtet, der bis auf die Stadtmauer gebaut war. Es mussten zeitweise bis zu 36 Studierende untergebracht werden.
Im Zuge der Reformation wurde das Bernhardinerkolleg 1543 aufgehoben, an dem seit seiner Gründung annähernd 400 Zisterziensermönche studiert hatten. 1546 kaufte die Stadt den Gesamtbesitz. 1562 wurde das Kolleg abgerissen und an seiner Stelle ein städtischer Zimmerhof errichtet.